# Pakwach (stad)
Pakwach is een plaats in en administratief centrum van het district Pakwach in het noorden van Oeganda.
Pakwach telde in 2002 bij de volkstelling 18.092 inwoners. Pakwach ligt aan de Albertnijl en is het westelijke eindpunt van de Uganda Railway.